# 白山市立鳥越中学校
白山市立鳥越中学校（はくさんしりつ とりごえちゅうがっこう）は、石川県白山市釜清水町にある公立中学校。

## 沿革
- 1947年（昭和22年）4月1日 - 鳥越中学校、阿手分校 設立
- 1948年（昭和23年）4月1日 - 鳥越中学校、吉原中学校、河野中学校を統合して鳥越中学校とする。新校舎が建設されるまでは従前の4か所で授業を行う。
- 1949年（昭和24年）6月1日 - 石川郡に変更により、石川郡鳥越村立鳥越中学校に名称を変更する。
- 1951年（昭和26年）8月20日 - 新校舎完成により現在地へ移転する。（阿手分校を除く村内全生徒が本校に通学）
- 1952年（昭和27年）1月13日 - 旧河野中学校の仮校舎を改築し冬季間の寄宿舎とする。
- 1955年（昭和30年）11月7日 - 上野小学校の一部を移転し特別教室とする。
- 1958年（昭和33年）11月22日 - 体育館新築落成
- 1967年（昭和37年）3月31日 - 阿手分校廃止
- 1969年（昭和44年）7月14日 - 水泳プール完成
- 1979年（昭和54年）1月18日 - 新鉄筋校舎落成
- 1993年（平成5年）2月24日 - コンピュータ教室落成
- 1999年（平成11年）
  - 2月20日 - 体育館新築落成
  - 9月30日 - コンピュータ教室新機種導入
- 2001年（平成13年）9月20日 - 校舎大規模改造工事完了
- 2005年（平成17年）2月1日 - 市町村合併により名称が白山市立鳥越中学校となる。
- 2006年（平成18年）6月24日 - 新プール竣工
- 2011年（平成23年）1月26日 - 校舎耐震工事完了
- 2013年（平成25年）4月5日 - 河内中学校と統合
- 2020年（令和2年） 6月1日 - 大規模改造工事開始[2]

## 進学前小学校
- 鳥越小学校
- 河内小学校

## 学区 / 校区内の主な施設
白山市河内市民サービスセンター
白山セイモアスキー場
大日川ダム
手取川第三ダム

## 交通
- 加賀白山バス 河原山線、中宮B線 釜清水バス停より173 m[3]